# Vojkovice u Židlochovic
Vojkovice (deutsch Woikowitz, älter Wokowitz) ist eine Gemeinde in Tschechien. Sie liegt 16 Kilometer südlich des Stadtzentrums von Brno (Brünn) und gehört zum Okres Brno-venkov (Bezirk Brünn-Land). Der Ort ist als ein Dreiecksangerdorf angelegt.

## Geographie
Vojkovice befindet sich am rechten Ufer der Svratka (Schwarzach) in der Thaya-Schwarza-Talsenke. Nördlich des Dorfes fließt der Vojkovický náhon (Galtbach), der ehemalige Lauf der Svratka (Schwarzach), dem begradigten Fluss wieder zu. Südwestlich liegt das Tal der Šatava. Im Osten erhebt sich der Strže (258 m) und im Südosten der Výhon (355 m); die Hügel gehören zu den westlichen Ausläufern des Ždánický les (Steinitzer Wald). An der westlichen Peripherie des Dorfes verläuft die Bahnstrecke Břeclav–Brno (Lundenburg-Brünn), die Bahnstation trägt den Namen Vojkovice nad Svratkou.
Nachbarorte sind Holasice (Holasitz), Loučka und Rajhradice (Klein Raigern) im Norden, Opatovice (Opatowitz) im Nordosten, Blučina (Lautschitz) im Osten, Židlochovice (Groß Seelowitz) und Hrušovany u Brna (Rohrbach) im Süden, Medlov (Mödlau) im Südwesten, Ledce (Laatz) und Sobotovice (Sobotowitz) im Westen sowie Syrovice (Serowitz) im Nordwesten.

## Geschichte
Im 11. bis 13. Jahrhundert kam es zu einer großen Siedlungsbewegung von West nach Ost. Mähren wurde von 1031 bis 1305 von der Dynastie der Přemysliden regiert. Um größere Gebiete landwirtschaftlich zu nutzen und damit höhere Erträge zu erzielen, bewarben sie die Kolonisten zum Beispiel mit zehn Jahre Steuerfreiheit (deutsches Siedlerrecht). Bis zum Jahre 1150 wurde das Gebiet um Mikulov (Nikolsburg) und Znojmo (Znaim) von deutschen Einwanderern aus Niederösterreich besiedelt. Die Anlage des Dorfes sowie die ui-Mundart bekunden, dass sie ursprünglich aus den bairischen Gebieten der Bistümer Regensburg und Passau stammten. Sie brachten neue landwirtschaftliche Geräte mit und führten die ertragreiche Dreifelderwirtschaft ein.
Die erste schriftliche Erwähnung des Dorfes erfolgte 1131 in einer Urkunde des Olmützer Bischofs Heinrich Zdik. Im Jahre 1311 ist Boyekovicz in einem Besitzverzeichnis des Klosters Třebíč nachweisbar. Einen Teil des Gutes Vojkovice verkaufte das Kloster 1356 an zwei Professe. Das nach den Hussitenkriege verarmte Benediktinerkloster verpfändete Vojkovice 1456 an einen Gläubiger. 1474 erhielt der Hauptmann der Burg Spielberg, Dobeš von Boskowitz, Vojkovice durch Matthias Corvinus als Pfand. 1496 erhielt das Kloster Třebíč Vojkovice zurück. 1502 erwarb Wilhelm II. von Pernstein das Gut. In dieser Zeit entstand auch das älteste Wappen der Gemeinde. Bei der Verteilung des Besitzes Wilhelm von Pernsteins an seine Söhne wurde Vojkovice 1508 an die Herrschaft Židlochovice (Groß Seelowitz) angeschlossen. In dieser Zeit griff die von Luther ausgelöste Reformation immer mehr um sich. Bereits im Jahre 1542 kommen erste Lutheraner in den Ort, der bald darauf überwiegend lutherisch wird. Erst mit dem Einsetzen der Gegenreformation in der Mitte des Dreißigjährigen Krieges wurden die meisten Ortsbewohner wieder katholisch. Vratislav von Pernstein verkaufte Vojkovice 1561 an Jan Ždánský von Zástřizl. Ihm folgte 1569 Friedrich von Zierotin. Dieser bestätigte dem Dorf 1596 die von den Pernsteinern erteilte Bergrecht und Heimfallsrecht. Der älteste Siegelabdruck von Woykwicz datiert aus dem Jahre 1598.
1616 erwarb Adam von Waldstein die Herrschaft von den Herren von Zierotin. Während des Dreißigjährigen Krieges wurde 1624 die Pfarre in Vojkovice aufgehoben. Bei dem ersten Einfall der Schweden in Mähren im Jahre 1643 hatte der Ort wirtschaftlich schwer zu leiden. Beim Ausbruch der Beulenpest verstarben 1645 45 der 102 Einwohner des Dorfes. Wahrscheinlich war die Seuche von schwedischen Truppen unter Lennart Torstensson während der Belagerung Brünns eingeschleppt worden. Im Türkenkrieges 1663/1664 wurde das Dorf von den Türken geplündert. 1697 erwarb Philipp Ludwig von Sinzendorf die Herrschaft Židlochovice. Die Matriken werden seit dem Jahre 1678 geführt.
1730 ließ der Graf von Sinzendorf an der Svratka die Neue Mühle anlegen. Zur besseren Wasserversorgung wurde ein Wehr angelegt, von dem der Neumühlgraben das Wasser zur Mühle führte.
1743 wurde Leopold von Dietrichstein Besitzer der Herrschaft Židlochovice. 1749 erfolgte die Regulierung der Svratka. Der ursprüngliche Flusslauf diente fortan als Aufschlaggraben der Mühle und wurde später Galtbach genannt. Während der Schlesischen Kriege wurde Woikowitz von preußischen Truppen besetzt, die sich aber zurückhaltend verhielten. Ein verheerender Großbrand zerstörte 1778 das ganze Dorf. 1790 brannte die Kirche erneut aus. Auch in den Revolutionskriegen hatte Woikowitz schwere Einbußen hinzunehmen. So kam es, dass es im Jahre 1805 bei Vojkovice zu einem Gefecht zwischen russischen und französischen Truppen kam und im Jahre 1809 wurde das Dorf von k.k. Truppen geplündert. 1819 erwarb Albert Kasimir von Sachsen-Teschen die Herrschaft. Im Jahre 1838 erfolgte der Bau der Kaiser-Ferdinands-Nordbahn von Brünn nach Wien, die 1839 ohne Halt in Vojkovice den Verkehr aufnahm.
Nach der Aufhebung der Patrimonialherrschaften bildete Woikowitz/Bojkovice ab 1850 eine Gemeinde in der Bezirkshauptmannschaft Auspitz und dem Gerichtsbezirk Židlochovice (Groß Seelowitz). 1862 entstand ein neues Rathaus und 1874 die deutsche Schule. Während des Deutsch-Österreichischen Krieges, 1866, lagerte in Woikowitz Teile einer preußischen Division. Auf dem Dorfplatz wurde 1884 ein Denkmal für Kaiser Josef II. aufgestellt. Im selben Jahre erhielt das Dorf eine Bahnstation. Seit den 1890er Jahren wird der Ortsname Vojkovice verwendet. Die Straße nach Syrovice (Serowitz) entstand 1897. Im Jahre 1907 gründete sich die Freiwillige Feuerwehr. Auch wurde im Jahre 1909 eine elektrische Straßenbeleuchtung im Ort installiert. 1911 wurde die Straße nach Hrušovany u Brna (Rohrbach) gebaut. Der größte Teil der Woikowitzer lebten von der Vieh- und Landwirtschaft. Neben dem üblichen Kleingewerbe gab es noch eine Molkerei, eine Raiffeisenkassa, eine Mühle mit Brettsäge und eine Ziegelei. Im Jahre 1918 brannte die Mühle ab, welche danach dreistöckig wieder aufgebaut wurde.
Nach dem Ersten Weltkrieg zerfiel der Vielvölkerstaat Österreich-Ungarn. Der Vertrag von Saint-Germain (1919) erklärte den Ort, der 1910 zu 96 % von Deutschösterreichern bewohnt war, zum Bestandteil der neuen Tschechoslowakischen Republik. In der Zwischenkriegszeit führten staatliche Maßnahmen zum Zuzug von Personen tschechischer Nationalität. Durch die Bodenreform 1919 wurden die Güter von Herzog Friedrichs von Österreich-Teschen enteignet. Im Jahre 1925 nahm eine tschechische Schule den Unterricht auf. Die tschechische Ortsbewohner vermehrten sich zwischen den zwei Volkszählungen 1910 und 1930 von 4 % auf 49 %. Zwischen den Volksgruppen vermehrten sich die Spannungen im ganzen Land. Durch das Münchner Abkommen wurde Woikowitsch mit 1. Oktober 1938 ein Teil des deutschen Reichsgaus Niederdonau.
Im Zweiten Weltkrieg hatte der Ort 40 Opfer zu beklagen. Nach dessen Ende (8. Mai 1945) wurden die im Münchener Abkommen an Deutschland übertragenen Territorien wieder der Tschechoslowakei zugeordnet. Vor den einsetzenden Ausschreitungen flohen viele Deutschsüdmährer nach Österreich oder wurden über die Grenze getrieben. Dabei kam es zu sieben Ziviltoten. Zwischen dem 14. Juni und 17. September 1946 wurden die letzten Deutschsüdmährer zwangsausgesiedelt.
Zwischen 1948 und 1960 gehörte die Gemeinde zum Okres Židlochovice (Bezirk Groß Seelowitz). Nach dessen Aufhebung wurde Vojkovice dem Okres Brno-venkov (Bezirk Brünn-Land) zugeschlagen. Zwischen 1980 und 1990 war das Dorf nach Židlochovice (Groß Seelowitz) eingemeindet. Seit 1997 führt Vojkovice ein neues Gemeindewappen.

## Wappen und Siegel
Das älteste Gemeindesiegel entstand kurz nach 1500. Das spätgotische Siegel zeigt in der Umschrift „*S*de Woykwitz*“ einen umrahmten Halbrundschild. Über dem Schild befindet sich eine Blatt-Arabeske. Im Schild sind zwei einander zugewandte Geräte über einem Mühlrad abgebildet. Um welche Geräte es sich handelt kann nicht mit Sicherheit gesagt werden.
Ab dem Jahre 1714 wird statt der beiden Geräte ein Rost abgebildet. Der Ursprung für diese Veränderung dürfte die Einweihung der Kirche sein. Sie wurde dem Hl. Laurentius geweiht, welcher als Zeichen einen Rost führt.

## Gemeindegliederung
Für die Gemeinde Vojkovice sind keine Ortsteile ausgewiesen.

## Bevölkerungsentwicklung
| Volkszählung | Einwohner gesamt | Volkszugehörigkeit der Einwohner | Volkszugehörigkeit der Einwohner | Volkszugehörigkeit der Einwohner |
| Jahr         | Einwohner gesamt | Deutsche                         | Tschechen                        | Andere                           |
| ------------ | ---------------- | -------------------------------- | -------------------------------- | -------------------------------- |
| 1880         | 645              | 600                              | 45                               | 0                                |
| 1890         | 674              | 674                              | 0                                | 0                                |
| 1900         | 643              | 589                              | 54                               | 0                                |
| 1910         | 683              | 656                              | 27                               | 0                                |
| 1921         | 777              | 393                              | 368                              | 16                               |
| 1930         | 822              | 409                              | 402                              | 11                               |

## Sehenswürdigkeiten
- Kirche des hl. Laurentius, der ehemals gotische Bau wurde nach dem Brand von 1790 und dem Blitzeinschlag vom 7. September 1792 im Jahre 1793 wiederaufgebaut und zugleich der Friedhof umgestaltet. Nach dem erneuten Brand vom 7. April 1828 wurde sie 1831 wieder geweiht.
- Friedhofskapelle, der rote Backsteinbau im englischen Stil entstand zwischen 1793 und 1815
- Betsäule, an der Bahnstation, errichtet zu Beginn des 18. Jahrhunderts
- Statue des hl. Florian, gestiftet von Sebastian Schüller im Jahre 1808
- Statue des hl. Laurentius, geschaffen 1808 von Martin Weiss
- Steinernes Kreuz vor der Kirche, 1770 gestiftet von Georg Holzapfel
- Naturpark Výhon, südöstlich des Dorfes
- Denkmal Kaiser Josefs II., das am 24. August 1884 auf dem Dorfplatz enthüllte Denkmal bestand aus einem hohen Sockel mit Inschrift und einer in der Eisenhütte Blansko gegossenen Figur des Monarchen. Nach dem Ersten Weltkrieg wurde die Kaiserfigur vom Sockel geholt und im Spritzenhaus eingemauert. Dort wurde die Statue nach dem Zweiten Weltkrieg wieder aufgefunden und ins Museum von Židlochovice verbracht. Als dieses aufgelöst wurde, lagerte die Kaiserfigur im Hof der Volkskunstschule und wurde schließlich nach Josefov ausgeliehen. 1991 kam die Figur nach Vojkovice zurück und wurde seitdem provisorisch im Wahllokal des Gemeindeamtes untergebracht.
- Mühle Vojkovice, erbaut 1730 als Neue Mühle. Im Jahre 1905 verfügte die Mühle als erstes Haus des Dorfes über elektrischen Strom und versorgte zwischen 1909 und 1936 das ganze Dorf. 1917 brannte sie aus und wurde im selben Jahre wieder aufgebaut.

## Persönlichkeiten
- Johann Zeckl (1691–1728), Goldschmied für Kirchenschmuck
- Leopold Kotzmann (1884–1945), Abgeordneter des oberösterreichischen Landtages